# Ultisol

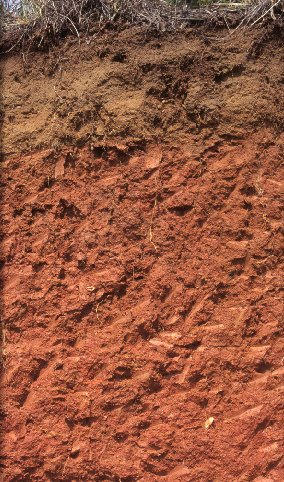
Un perfil Ultisol

El ultisol, comúnmente conocido como suelo arcilloso rojo, es uno de los doce órdenes de suelos de la taxonomía de suelos del USDA. La palabra "Ultisol" se deriva de "último", porque los ultisoles se consideraban el producto final de la erosión continua de los minerales en un clima húmedo y templado sin formación de nuevos suelos a través de la glaciación. Se definen como suelos minerales que no contienen material calcáreo (que contiene carbonato de calcio) en ninguna parte del suelo, tienen menos del 10% de minerales resistentes a la intemperie en la capa superior extrema del suelo y tienen menos del 35% de saturación de base en todo el suelo. Los ultisoles se encuentran en regiones tropicales o templadas húmedas. Si bien el término generalmente se aplica a los suelos de arcilla roja del sur de los Estados Unidos, los ultisoles también se encuentran en regiones de África, Asia y América del Sur.
En la Base de Referencia Mundial de Recursos Suelos (WRB), la mayoría de los Ultisoles se conocen como Acrisoles y Alisoles. Algunos pertenecen a los Retisoles o a los Nitisoles. Los aquults son típicamente Stagnosoles o Planosoles. Los humults pueden ser Umbrisoles.